# Gillingham Football Club 2018-2019
Questa pagina raccoglie i dati riguardanti il Gillingham Football Club nelle competizioni ufficiali della stagione 2018-2019.

## Rosa
| N. |                         | Ruolo | Calciatore       |
| -- | ----------------------- | ----- | ---------------- |
| 32 | Inghilterra (bandiera)  | P     | Louie Catherall  |
| 30 | Inghilterra (bandiera)  | P     | Tom Hadler       |
| 1  | Rep. Ceca (bandiera)    | P     | Tomáš Holý       |
| 5  | Germania (bandiera)     | D     | Max Ehmer        |
| 12 | Inghilterra (bandiera)  | D     | Barry Fuller     |
| 3  | Irlanda (bandiera)      | D     | Bradley Garmston |
| 4  | Inghilterra (bandiera)  | D     | Alex Lacey       |
| 2  | Inghilterra (bandiera)  | D     | Luke O'Neill     |
| 34 | Inghilterra (bandiera)  | D     | Connor Ogilvie   |
| 31 | Inghilterra (bandiera)  | D     | Jack Tucker      |
| 6  | RD del Congo (bandiera) | D     | Gabriel Zakuani  |
| 16 | Inghilterra (bandiera)  | C     | Billy Bingham    |
| 33 | Irlanda (bandiera)      | C     | Mark Byrne       |
| 22 | Inghilterra (bandiera)  | C     | Ben Chapman      |

| N. |                        | Ruolo | Calciatore         |
| -- | ---------------------- | ----- | ------------------ |
| 11 | Inghilterra (bandiera) | C     | Regan Charles-Cook |
| 17 | Portogallo (bandiera)  | C     | Leonardo Lopes     |
| 15 | Inghilterra (bandiera) | C     | Elliott List       |
| 20 | Inghilterra (bandiera) | C     | Darren Oldaker     |
| 8  | Inghilterra (bandiera) | C     | Dean Parrett       |
| 24 | Inghilterra (bandiera) | C     | Josh Rees          |
| 13 | Irlanda (bandiera)     | C     | Callum Reilly      |
| 32 | Inghilterra (bandiera) | C     | Miquel Scarlett    |
| 19 | Inghilterra (bandiera) | C     | Aaron Simpson      |
| 25 | Inghilterra (bandiera) | C     | Bradley Stevenson  |
| 14 | Inghilterra (bandiera) | A     | Tahvon Campbell    |
| 9  | Inghilterra (bandiera) | A     | Tom Eaves          |
| 7  | Inghilterra (bandiera) | A     | Brandon Hanlan     |

## Organigramma societario
Area tecnica
- Allenatore: Mark Patterson
- Allenatore in seconda: Ian Cox
- Preparatore dei portieri:
- Preparatori atletici:

## Risultati

### League One

#### Girone di andata
| Arbitro: | Backhouse |

|  |           |                       |
|  | Marcatori | 23’ Hanlan 43’ Parker |

| Arbitro: | Probert |

|                            |           |           |
| Eaves 35’, 77’ O'Neill 51’ | Marcatori | 26’ Boyce |

| Arbitro: | Kettle |

|                          |           |           |
| Ferrier 12’ Osbourne 42’ | Marcatori | 90’ Eaves |

| Arbitro: | Coggins |

|          |           |                                                        |
| Eaves 3’ | Marcatori | 4’ Maguire 18’ Honeyman 20’ Max Mcauley Power 59’ Maja |

| Arbitro: | Salisbury |

|          |           |                   |
| List 70’ | Marcatori | 46’ Clarke-Harris |

| Arbitro: | Busby |

|                       |           |            |
| Moore 13’, 34’ (rig.) | Marcatori | 61’ Parker |

| Arbitro: | Kinseley |

|  |           |            |
|  | Marcatori | 53’ Pigott |

| Arbitro: | Coy |

|                        |           |  |
| Henderson 9’, 18’, 64’ | Marcatori |  |

| Arbitro: | Swabey |

|                      |           |                                            |
| Reilly 50’ Byrne 53’ | Marcatori | 24’ Walker 59’ Dembélé 64’ Toney 87’ Cooke |

| Arbitro: | Joyce |

|                       |           |                      |
| Angol 59’ Norburn 88’ | Marcatori | 18’ Hanlan 90’ Eaves |

| Arbitro: | Sarginson |

|  |           |                     |
|  | Marcatori | 26’ Eaves 45’ Lacey |

| Arbitro: | Busby |

|  |           |              |
|  | Marcatori | 51’, 53’ Cox |

| Arbitro: | Salisbury |

|                                  |           |                               |
| Marquis 51’ Wilks 67’ Taylor 90’ | Marcatori | 7’ Fuller 25’ Eaves 88’ Ehmer |

| Arbitro: | England |

|                              |           |             |
| Ladapo 22’, 34’ Lameiras 73’ | Marcatori | 76’ O'Neill |

| Arbitro: | Collins |

|                                          |           |  |
| Charles-Cook 48’ Eaves 65’, 90’ List 69’ | Marcatori |  |

| Arbitro: | Breakspear |

|                           |           |  |
| Hanlan 11’ Eaves 18’, 55’ | Marcatori |  |

| Arbitro: | Hicks |

|  |           |                |
|  | Marcatori | 49’ Delfouneso |

| Arbitro: | Hair |

|                  |           |  |
| Henry 59’ (rig.) | Marcatori |  |

| Arbitro: | Johnson |

|           |           |                          |
| Eaves 72’ | Marcatori | 25’ Shinnie 55’, 68’ Lee |

| Arbitro: | Yates |

|              |           |                    |
| Sercombe 87’ | Marcatori | 8’ List 59’ Reilly |

| Arbitro: | Salisbury |

|  |           |                       |
|  | Marcatori | 54’ Eaves 56’ Parrett |

| Arbitro: | Whitestone |

|                      |           |                      |
| Eaves 56’ Parker 76’ | Marcatori | 12’ El-Abd 17’ Tyson |

| Arbitro: | Breakspear |

|                          |           |  |
| Reeves 6’ Fosu-Henry 39’ | Marcatori |  |

#### Girone di ritorno
| Arbitro: | Kinseley |

|                              |           |  |
| Parker 45’ Reilly 90’ (rig.) | Marcatori |  |

| Arbitro: | Hair |

|            |           |                                  |
| Reilly 88’ | Marcatori | 28’ Marquis 54’ Wilks 61’ Andrew |

| Arbitro: | Stroud |

|                      |           |  |
| Mantom 40’ Moore 90’ | Marcatori |  |

| Arbitro: | Wright |

|                 |           |                                     |
| Fraser 52’, 60’ | Marcatori | 24’ List 45’ (rig.) Reilly 90’ Rees |

| Arbitro: | Drysdale |

|  |           |                   |
|  | Marcatori | 9’, 19’, 47’ Cook |

| Gillingham 29 gennaio 2019, ore 19:45 WET 27ª giornata | Gillingham | 0 – 0 referto | Accrington Stanley | MEMS Priestfield Stadium (3 423 spett.)\| Arbitro: \| Hicks \| |
| Arbitro:                                               | Hicks      |               |                    |                                                                |

| Arbitro: | Johnson |

|                |           |                  |
| Enobakhare 68’ | Marcatori | 90’ (rig.) Eaves |

| Arbitro: | Kettle |

|          |           |                                     |
| List 81’ | Marcatori | 1’ Moore 45’, 71’ Woodrow 90’ Brown |

| Arbitro: | Swabey |

|           |           |  |
| Byrne 30’ | Marcatori |  |

| Arbitro: | Donohue |

|                                                                |           |                     |
| Cattermole 4’ Flanagan 10’ Grigg 66’ (rig.) McGeady 77’ (rig.) | Marcatori | 6’ Eaves 40’ Hanlan |

| Arbitro: | Boyeson |

|  |           |                  |
|  | Marcatori | 83’ Charles-Cook |

| Arbitro: | Hair |

|             |           |           |
| Husband 90’ | Marcatori | 83’ Eaves |

| Arbitro: | Yates |

|            |           |  |
| Hanlan 89’ | Marcatori |  |

| Arbitro: | Sarginson |

|  |           |                   |
|  | Marcatori | 57’ Clarke-Harris |

| Arbitro: | Haines |

|                       |           |                       |
| Hylton 45’ Stacey 67’ | Marcatori | 53’ Eaves 79’ O'Neill |

| Arbitro: | Collins |

|                       |           |                                          |
| Folivi 22’ Hanson 90’ | Marcatori | 40’ Hanlan 42’ Burke 50’ Lopes 83’ Eaves |

| Arbitro: | Young |

|           |           |               |
| Byrne 45’ | Marcatori | 37’ Henderson |

| Arbitro: | Adcock |

|                                |           |  |
| Maddison 57’ (rig.) Godden 85’ | Marcatori |  |

| Arbitro: | Bramall |

|  |           |                         |
|  | Marcatori | 50’ Bolton 61’ Campbell |

| Arbitro: | Coggins |

|                                       |           |            |
| Charles-Cook 56’ Byrne 58’ Hanlan 90’ | Marcatori | 25’ Ladapo |

| Arbitro: | Ilderton |

|            |           |            |
| Mellor 10’ | Marcatori | 53’ Hanlan |

| Arbitro: | Swabey |

|  |           |                      |
|  | Marcatori | 24’ Aribo 42’ Cullen |

| Arbitro: | Yates |

|  |           |                          |
|  | Marcatori | 7’ Hanlan 30’, 39’ Eaves |

### FA Cup
| Gillingham 10 novembre 2018, ore 15:00 WET Primo turno | Gillingham | 0 – 0 referto | Hartlepool Utd | MEMS Priestfield Stadium (2 224 spett.)\| Arbitro: \| Huxtable \| |
| Arbitro:                                               | Huxtable   |               |                |                                                                   |

| Arbitro: | Oldham |

|                                        |           |                                                   |
| Magnay 21’ McLaughlin 32’ O'Neill 114’ | Marcatori | 50’ Ehmer 90’ (rig.) Eaves 102’ O'Neill 107’ List |

| Arbitro: | Sarginson |

|  |           |             |
|  | Marcatori | 48’ Oldaker |

| Arbitro: | Robinson |

|          |           |  |
| List 81’ | Marcatori |  |

| Arbitro: | England |

|                                        |           |          |
| McBurnie 10’, 32’ Celina 73’ McKay 84’ | Marcatori | 51’ Rees |

### Coppa di Lega
| Arbitro: | Breakspear |

|                                  |                      |                             |
| Wallace Elliott Webster Ferguson | Tiri di rigore 3 – 1 | Byrne O'Neill Parker Hanlan |

## Statistiche

### Statistiche di squadra
| Competizione  | Punti | In casa | In casa | In casa | In casa | In casa | In casa | In trasferta | In trasferta | In trasferta | In trasferta | In trasferta | In trasferta | Totale | Totale | Totale | Totale | Totale | Totale | DR  |
| Competizione  | Punti | G       | V       | N       | P       | Gf      | Gs      | G            | V            | N            | P            | Gf           | Gs           | G      | V      | N      | P      | Gf     | Gs     | DR  |
| ------------- | ----- | ------- | ------- | ------- | ------- | ------- | ------- | ------------ | ------------ | ------------ | ------------ | ------------ | ------------ | ------ | ------ | ------ | ------ | ------ | ------ | --- |
| League One    | 55    | 23      | 7       | 4       | 12      | 27      | 36      | 23           | 8            | 6            | 9            | 34           | 36           | 46     | 15     | 10     | 21     | 61     | 72     | -11 |
| FA Cup        | -     | 2       | 1       | 1       | 0       | 1       | 0       | 3            | 2            | 0            | 1            | 6            | 7            | 5      | 3      | 1      | 1      | 7      | 7      | 0   |
| Coppa di Lega | -     | 0       | 0       | 0       | 0       | 0       | 0       | 1            | 0            | 1            | 0            | 0            | 0            | 1      | 0      | 1      | 0      | 0      | 0      | 0   |
| Totale        | -     | 25      | 8       | 5       | 12      | 28      | 36      | 27           | 10           | 7            | 10           | 40           | 43           | 52     | 18     | 12     | 22     | 68     | 79     | -11 |

### Andamento in campionato
| Giornata  | 1 | 2 | 3 | 4 | 5 | 6  | 7  | 8  | 9  | 10 | 11 | 12 | 13 | 14 | 15 | 16 | 17 | 18 | 19 | 20 | 21 | 22 | 23 | 24 | 25 | 26 | 27 | 28 | 29 | 30 | 31 | 32 | 33 | 34 | 35 | 36 | 37 | 38 | 39 | 40 | 41 | 42 | 43 | 44 | 45 | 46 |
| --------- | - | - | - | - | - | -- | -- | -- | -- | -- | -- | -- | -- | -- | -- | -- | -- | -- | -- | -- | -- | -- | -- | -- | -- | -- | -- | -- | -- | -- | -- | -- | -- | -- | -- | -- | -- | -- | -- | -- | -- | -- | -- | -- | -- | -- |
| Luogo     | T | C | T | C | C | T  | C  | T  | C  | T  | T  | C  | T  | T  | C  | C  | C  | T  | C  | T  | T  | C  | T  | C  | C  | T  | T  | C  | C  | T  | C  | C  | T  | T  | T  | C  | C  | T  | T  | C  | T  | C  | C  | T  | C  | T  |
| Risultato | V | V | P | P | N | P  | P  | P  | P  | N  | V  | P  | N  | P  | V  | V  | P  | P  | P  | V  | V  | N  | P  | V  | P  | P  | V  | P  | N  | N  | P  | V  | P  | V  | N  | V  | P  | N  | V  | N  | P  | P  | V  | N  | P  | V  |
| Posizione | 2 | 4 | 6 | 9 | 9 | 12 | 15 | 20 | 21 | 21 | 22 | 19 | 19 | 19 | 20 | 19 | 17 | 19 | 19 | 18 | 16 | 16 | 19 | 17 | 18 | 18 | 20 | 16 | 18 | 19 | 21 | 22 | 18 | 18 | 18 | 13 | 17 | 15 | 12 | 13 | 13 | 15 | 13 | 13 | 15 | 13 |

Legenda:

Luogo: C = Casa; T = Trasferta. Risultato: V = Vittoria; N = Pareggio; P = Sconfitta.

### Statistiche dei giocatori
| Giocatore       | League One | League One | League One  | League One | FA Cup   | FA Cup | FA Cup      | FA Cup     | Coppa di Lega | Coppa di Lega | Coppa di Lega | Coppa di Lega | Totale   | Totale | Totale      | Totale     |
| Giocatore       | Presenze   | Reti       | Ammonizioni | Espulsioni | Presenze | Reti   | Ammonizioni | Espulsioni | Presenze      | Reti          | Ammonizioni   | Espulsioni    | Presenze | Reti   | Ammonizioni | Espulsioni |
| --------------- | ---------- | ---------- | ----------- | ---------- | -------- | ------ | ----------- | ---------- | ------------- | ------------- | ------------- | ------------- | -------- | ------ | ----------- | ---------- |
| L. Catherall    | -          | -          | -           | -          | -        | -      | -           | -          | -             | -             | -             | -             | -        | -      | -           | -          |
| T. Hadler       | -          | -          | -           | -          | -        | -      | -           | -          | -             | -             | -             | -             | -        | -      | -           | -          |
| T. Holý         | 46         | 0          | 1           | 0          | 5        | 0      | 0           | 0          | 1             | 0             | 0             | 0             | 52       | 0      | 1           | 0          |
| M. Ehmer        | 40         | 1          | 7           | 0          | 4        | 1      | 1           | 0          | 1             | 0             | 0             | 0             | 45       | 2      | 8           | 0          |
| B. Fuller       | 39         | 1          | 7           | 0          | 4        | 0      | 1           | 0          | 1             | 0             | 0             | 0             | 44       | 1      | 8           | 0          |
| B. Garmston     | 19         | 0          | 5           | 0          | 4        | 0      | 0           | 0          | 1             | 0             | 0             | 0             | 24       | 0      | 5           | 0          |
| A. Lacey        | 15         | 1          | 2           | 0          | 2        | 0      | 0           | 0          | 1             | 0             | 0             | 0             | 18       | 1      | 2           | 0          |
| L. O'Neill      | 38         | 3          | 7           | 0          | 5        | 1      | 0           | 0          | 1             | 0             | 0             | 0             | 44       | 4      | 7           | 0          |
| C. Ogilvie      | 31         | 0          | 1           | 0          | 4        | 0      | 0           | 0          | -             | -             | -             | -             | 35       | 0      | 1           | 0          |
| J. Tucker       | -          | -          | -           | -          | -        | -      | -           | -          | -             | -             | -             | -             | -        | -      | -           | -          |
| G. Zakuani      | 29         | 0          | 4           | 0          | 5        | 0      | 1           | 0          | -             | -             | -             | -             | 34       | 0      | 5           | 0          |
| B. Bingham      | 21         | 0          | 2           | 0          | 2        | 0      | 1           | 0          | -             | -             | -             | -             | 23       | 0      | 3           | 0          |
| M. Byrne        | 45         | 4          | 12          | 0          | 5        | 0      | 0           | 0          | 1             | 0             | 0             | 0             | 51       | 4      | 12          | 0          |
| B. Chapman      | -          | -          | -           | -          | -        | -      | -           | -          | -             | -             | -             | -             | -        | -      | -           | -          |
| R. Charles-Cook | 26         | 3          | 2           | 0          | 4        | 0      | 1           | 0          | 1             | 0             | 0             | 0             | 31       | 3      | 3           | 0          |
| L. Lopes        | 14         | 1          | 3           | 0          | -        | -      | -           | -          | -             | -             | -             | -             | 14       | 1      | 3           | 0          |
| E. List         | 37         | 5          | 1           | 0          | 5        | 2      | 1           | 0          | -             | -             | -             | -             | 42       | 7      | 2           | 0          |
| D. Oldaker      | 13         | 0          | 0           | 0          | 3        | 1      | 0           | 0          | -             | -             | -             | -             | 16       | 1      | 0           | 0          |
| D. Parrett      | 27         | 1          | 3           | 0          | 2        | 0      | 0           | 0          | -             | -             | -             | -             | 29       | 1      | 3           | 0          |
| J. Rees         | 18         | 1          | 0           | 0          | 2        | 1      | 0           | 0          | -             | -             | -             | -             | 20       | 2      | 0           | 0          |
| C. Reilly       | 25         | 5          | 5           | 1          | 1        | 0      | 0           | 0          | 1             | 0             | 0             | 0             | 27       | 5      | 5           | 1          |
| M. Scarlett     | -          | -          | -           | -          | -        | -      | -           | -          | -             | -             | -             | -             | -        | -      | -           | -          |
| A. Simpson      | -          | -          | -           | -          | -        | -      | -           | -          | -             | -             | -             | -             | -        | -      | -           | -          |
| B. Stevenson    | 3          | 0          | 1           | 0          | -        | -      | -           | -          | 1             | 0             | 0             | 0             | 4        | 0      | 1           | 0          |
| T. Campbell     | 5          | 0          | 0           | 0          | -        | -      | -           | -          | -             | -             | -             | -             | 5        | 0      | 0           | 0          |
| T. Eaves        | 43         | 21         | 4           | 0          | 5        | 1      | 0           | 0          | 1             | 0             | 0             | 0             | 49       | 22     | 4           | 0          |
| B. Hanlan       | 39         | 9          | 3           | 0          | 3        | 0      | 0           | 0          | 1             | 0             | 0             | 0             | 43       | 9      | 3           | 0          |
| G. Burke        | 12         | 1          | 2           | 0          | -        | -      | -           | -          | -             | -             | -             | -             | 12       | 1      | 2           | 0          |
| B. King         | 3          | 0          | 0           | 0          | -        | -      | -           | -          | -             | -             | -             | -             | 3        | 0      | 0           | 0          |
| N. Mbo          | 1          | 0          | 0           | 0          | -        | -      | -           | -          | -             | -             | -             | -             | 1        | 0      | 0           | 0          |
| N. Nasseri      | 4          | 0          | 0           | 0          | -        | -      | -           | -          | -             | -             | -             | -             | 4        | 0      | 0           | 0          |
| J. Parker       | 21         | 4          | 2           | 0          | 2        | 0      | 2           | 0          | 1             | 0             | 0             | 0             | 24       | 4      | 4           | 0          |
| C. Wilkinson    | 7          | 0          | 0           | 0          | -        | -      | -           | -          | 1             | 0             | 0             | 0             | 8        | 0      | 0           | 0          |